# PAOK Salonique
Le PAOK ou PAOK Salonique (grec moderne : Πανθεσσαλονίκειος Αθλητικός Όμιλος Κωνσταντινουπολιτών / Panthessaloníkios Athlitikós Ómilos Konstantinoupolitón, « Association sportive thessalonicienne des Constantinopolitains ») est un club grec omnisports, basé à Thessalonique. Il a été créé en 1926 par des Micrasiates, immigrants de Constantinople (le K signifie Konstantinoupolitón).

## Sections
- basket-ball : voir article PAOK Salonique (basket-ball) et PAOK Salonique (basket-ball féminin)
- football : voir articles PAOK Salonique (football) et PAOK Salonique (féminines)
- volley-ball : voir article PAOK Salonique (volley-ball masculin) et PAOK Salonique (volley-ball féminin)
- baseball
- handball : voir article PAOK Salonique (handball)